# 倉田地三
倉田 地三（くらた ちぞう、1917年3月24日 - 2005年11月16日）は、日本の俳優。父は劇作家の倉田百三。広島県出身。新築地研究所卒。舞台俳優として活躍。劇団・東京芸術座創立に参加する。「蟹工船」、「どん底」などに出演した。
2005年11月16日、多臓器不全のため東京都小金井市の自宅で死去。享年88だった。墓所は多磨霊園。

## 主な出演作品

### 映画
- 真空地帯（1952年）
- 殺されたスチュワーデス 白か黒か（1959年） - 牧夫
- 若者は行く -続若者たち-（1969年） - 守衛
- 戦争と人間 第三部 完結篇（1973年）
- さくら隊散る（1988年） - 証言者

### テレビ
- 鉄腕アトム（実写版）（フジテレビ、1959年-1960年） - 田鷲警部
- 廃虚の唇 第21話（NET、1964年）
- 国盗り物語（NHK、1973年） - 島本右衛門太夫
- 白い牙 第13話「青春挽歌」（日本テレビ、1974年）

### 舞台
- 蟹工船
- どん底